# Bruchfläche
Bruchflächen sind die neuen Oberflächen, die an den Bruchstücken eines zuvor Ganzen offenliegen.
Oft kann anhand der Beschaffenheit der Bruchflächen der Grund eines – insbesondere ungewollten – Bruches festgestellt werden. Aus der Oberflächenstruktur einer Bruchfläche lässt sich auf den Bruch- und Schadensmechanismus schließen. Die Färbung der Bruchflächen kann auf Vorschädigungen hinweisen, z. B. Oxidation von Metallflächen als Zeichen für einen bereits früher entstandenen, aber unerkannten Anbruch oder eine anderweitige Materialermüdung.